# Anacropora puertogalerae
Anacropora puertogalerae är en korallart som beskrevs av Nemenzo 1964. Anacropora puertogalerae ingår i släktet Anacropora och familjen Acroporidae. IUCN kategoriserar arten globalt som sårbar. Inga underarter finns listade i Catalogue of Life.